# Starrtjärnen (Särna socken, Dalarna, 685192-137408)
Starrtjärnen är en sjö i Älvdalens kommun i Dalarna och ingår i Dalälvens huvudavrinningsområde.